# Honolulu (film)
Honolulu is een Amerikaanse musicalfilm uit 1939, onder regie van Edward Buzzell.

## Verhaal
Brooks Mason is een gevierde filmster die het zat is dat hij nergens naartoe kan gaan zonder herkend te worden. Op een dag ontmoet hij George Smith, de eigenaar van een plantage in Hawaï. Hij schrikt van hem, omdat George sprekend op hem lijkt. George is het zat dat iedereen over hem heen loopt en bewondert Brooks om zijn leven vol luxe en adoratie van duizenden vrouwen. Brooks wil ondertussen het anonieme en rustige leven dat George leidt. Ze besluiten om van identiteit te wisselen, zodat Brooks naar Honolulu kan voor een rustige vakantie en George kennis kan maken met het sterrenleven.
Terwijl George New York verlaat met zijn manager Joe Duffy voor een tour, stapt Brooks aan boord van een cruise richting Honolulu. Daar wordt hij onmiddellijk opgemerkt door Millie De Grasse, een zangeres die deel uitmaakt van een muzikaal duo met tapdanseres Dot March. Millie is er zeker van dat hij Brooks Mason is, maar hij houdt vol dat hij George Smith is. Op dat moment trekt hij de aandacht van Dot, die veel interesse heeft in de ogenschijnlijk nuchtere man. Ondertussen belandt de echte George in het ziekenhuis, nadat hij wordt belaagd door fans.
De problemen worden groter als Brooks, eenmaal aangekomen in Honolulu, Georges intimiderende verloofde Cecelia Grayson ontmoet. Op aanvraag van George charmeert Brooks haar, ondanks dat hij met zijn gedachten enkel bij Dot is. Ze spreken nog regelmatig met elkaar af. Brooks wil zijn ware identiteit onthullen, maar houdt zijn mond stil nadat Dot zegt dat ze niets moet weten van een 'arrogante filmster'. Cecilia's vader is er ondertussen van overtuigd dat George $50.000 heeft gestolen en laat Brooks arresteren.
Brooks probeert duidelijk te maken dat hij werkelijk de filmster uit Hollywood is, maar niemand wil hem geloven. Een dokter constateert door zijn volhouding schizofrenie bij hem. Hij krijgt te maken met nog een tegenslag als Dot erachter komt dat hij verloofd is met Cecilia. Brooks probeert de volledige waarheid uit te leggen, maar zij wil niets meer van hem weten. Met een gebroken hart bereidt hij zich voor op zijn bruiloft met Cecilia, maar George keert uiteindelijk net op tijd terug naar Honolulu om Brooks zijn gelijk te bewijzen. Hierna worden Brooks en Dot met elkaar herenigd.

## Rolbezetting
| Acteur         | Personage                    |
| -------------- | ---------------------------- |
| Eleanor Powell | Miss Dorothy 'Dot' March     |
| Robert Young   | Brooks Mason / George Smith  |
| George Burns   | Joe Duffy                    |
| Gracie Allen   | Millicent 'Millie' De Grasse |
| Rita Johnson   | Cecelia Grayson              |
| Clarence Kolb  | Meneer Horace Grayson        |
| Ann Morriss    | Gale Brewster                |
| Ruth Hussey    | Eve                          |

## Achtergrond
Aanvankelijk zouden de hoofdrollen vertolkt worden door Robert Taylor en Betty Jaynes. De film werd uiteindelijk een weergave van Eleanor Powells danstalenten. De studio vreesde dat Powell niet in staat was om een film te dragen en stelde daarom het komisch duo George Burns en Gracie Allen aan als haar tegenspelers. Voor Burns en Allen betekende deze film hun laatste samenwerking.